# 格羅茲尼艾卡馬特足球會
格羅茲尼艾卡馬特足球會（俄语：Республиканский футбольный клуб Ахмат Грозный）是俄羅斯车臣共和国的一家足球俱樂部。目前參加俄羅斯足球超級聯賽的賽事。主场位于为车臣首都格罗兹尼。

## 外部連結
- （俄文） Official Website （页面存档备份，存于）